# 弗洛阿区
弗洛阿区是冰岛南部区的市镇。市镇面积为289平方公里，人口数量为708人（2023年）。
该市镇成立于2006年6月10日，由原三个区域合并而成。